# Терлицька сотня
Терлицька сотня — військово-адміністративна одиниця у складі Кальницького полку Війська Запорозького. Адміністративний центр — сотенне містечко Терлиця.

## Історія
Створена у 1649 році у складі Кальницького (Вінницького) полку. До сотні також належали містечка Городок, Левуха і Савастіянівка.